# Mieroszów (gromada)
Mieroszów – dawna gromada, czyli najmniejsza jednostka podziału terytorialnego Polskiej Rzeczypospolitej Ludowej w latach 1954–1972.
Gromady, z gromadzkimi radami narodowymi (GRN) jako organami władzy najniższego stopnia na wsi, funkcjonowały od reformy reorganizującej administrację wiejską przeprowadzonej jesienią 1954 do momentu ich zniesienia z dniem 1 stycznia 1973, tym samym wypierając organizację gminną w latach 1954–1972.
Gromadę Mieroszów z siedzibą GRN w mieście Mieroszowie (nie wchodzącym w skład gromady) utworzono – jako jedną z 8759 gromad na obszarze Polski – w powiecie wałbrzyskim w woj. wrocławskim, na mocy uchwały nr 30/54 WRN we Wrocławiu z dnia 2 października 1954. W skład jednostki weszły obszary dotychczasowych gromad Nowe Siodło, Golińsk, Łączna i Różana ze zniesionej gminy Mieroszów w tymże powiecie. Dla gromady ustalono 10 członków gromadzkiej rady narodowej.
31 grudnia 1961 gromadę Mieroszów miano znieść, a jej obszar włączyć do miasta Mieroszowa w tymże powiecie. Rada Ministrów uchwałą nr 510/61 z 28 listopada 1961 odmówiła jednak zatwierdzenia tych planów, przez co gromada Mieroszów utrzymała się.
1 lipca 1968 do gromady Mieroszów włączono obszar zniesionej gromady Unisław Śląski w tymże powiecie.
1 stycznia 1969 do gromady Mieroszów włączono miejscowości Sokołowsko i Kowalowa wyłączone z miasta Mieroszowa w tymże powiecie.
Gromada przetrwała do końca 1972 roku, czyli do kolejnej reformy gminnej. 1 stycznia 1973 powiecie wałbrzyskim reaktywowano gminę Mieroszów.